# Барсуков, Михаил Иванович (учёный)
Михаил Иванович Барсуков (1890—1974) — советский учёный и организатор здравоохранения, доктор медицинских наук (1951), профессор (1952), полковник медицинской службы, историк медицины.
Автор более 200 научных публикаций, редактор сборников научных работ, в том числе материалов I-го съезда и конференций историков медицины СССР.

## Биография
Родился 11 (23) января 1890 года в Москве.
В 1914 году окончил медицинский факультет Императорского Московского университета со степенью лекаря. В составе Русской императорской армии участвовал в Первой мировой войне. В 1917 году стал председателем медико-санитарного отдела Военно-революционного комитета в Петрограде, до 1918 года был председателем коллегии Главного военно-санитарного управления и заместителем председателя Совета врачебных коллегий.

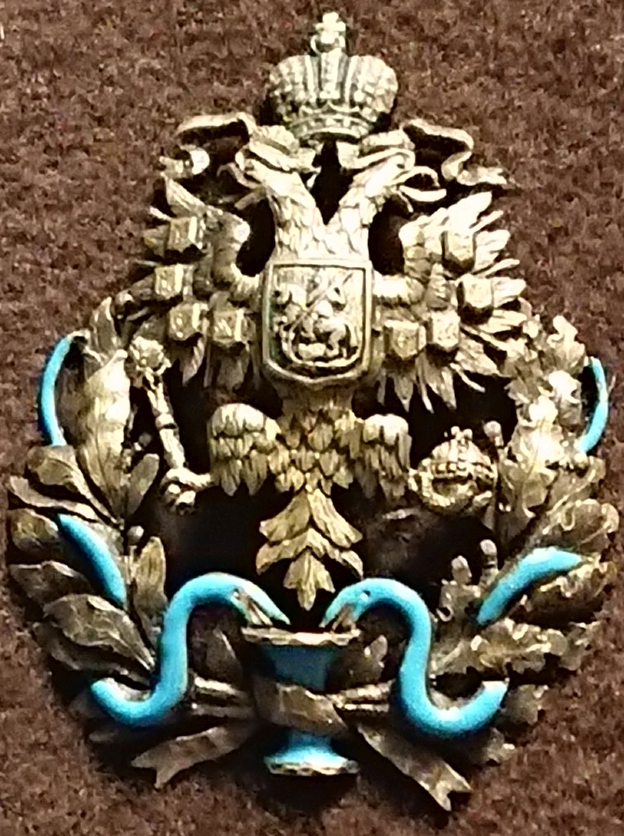
Нагрудный знак лекаря, принадлежавший М. И. Барсукову. 1914 год

Принимал участие в Гражданской войне в России: в 1918—1920 годах являлся начальником военно-санитарной службы в Восточном, Южном, Юго-Западном и Западном военных округах. В 1920—1921 годах — председатель Всеукраинской комиссии по охране народного здоровья; в 1921—1922 годах — член Центрального комитета союза «Медсантруд» (профсоюз медицинских работников); в 1923—1924 годах — заведующий Дальневосточным отделом здравоохранения. Положил начало курортному строительству в этом регионе, в 1924 году был участником IV Всесоюзного съезда по курортному делу.
В 1924—1930 годах М. И. Барсуков работал Народным комиссаром здравоохранения Белорусской ССР, одновременно являлся заведующим кафедрой социальной гигиены медицинского факультета Белорусского государственного университета. В 1924—1930 годах — директор Института организации здравоохранения и социальной гигиены, одновременно в 1924—1930 годах — редактор журнала «Белорусская медицинская мысль» («Беларуская мэдычная думка»). В 1930—1939 годах Барсуков работал в Москве руководителем сектора здравоохранения Госплана СССР.
В годы Великой Отечественной войны был начальником эвакопунктов Калининского и 1-го Прибалтийского фронтов. В конце войны, в 1944 году, он был откомандирован в распоряжение Военного медицинского музея и приложил немало сил для превращения его в крупный научный центр советской военной медицины. С 1945 года возглавлял отдел истории советского здравоохранения во Всесоюзном научно-исследовательском институте социальной гигиены и организации здравоохранения, где в 1946 году он защитил кандидатскую, а в 1950 году — докторскую диссертацию на тему «Великая Октябрьская социалистическая революция и организация советского здравоохранения».
Во время работы в институте М. И. Барсуков вместе с группой советских ученых выступил с инициативой организовать Всесоюзное научное общество историков медицины (ВНОИМ). 1 ноября 1946 года состоялось учредительное собрание общества и утвержден его устав, разработанный Барсуковым. С 1955 по 1973 год Михаил Иванович являлся председателем ВНОИМ, а также членом Международного общества историков.
Наряду с руководством ВНОИМ, выполнял и другую общественную работу: был депутатом Моссовета, членом исполкома Союза Обществ Красного Креста и Красного Полумесяца, членом ЦК профсоюза медицинских работников, членом президиума Совета научных медицинских обществ Минздрава СССР.
Умер 4 апреля 1974 года в Москве; похоронен на Введенском кладбище (уч. 29).

## Заслуги
- Награждён двумя орденами Ленина, орденами: Трудового Красного Знамени, «Знак Почета», Красной Звезды и  Отечественной войны I-й степени, а также медалями, среди которых медаль «За победу над Германией в Великой Отечественной войне 1941—1945 гг.»[1].
- Был почётным членом Чехословацкого научного медицинского общества им. Я. Пуркинье[1].